# Xya festiva
Xya festiva är en insektsart som först beskrevs av Lucien Chopard 1968.  Xya festiva ingår i släktet Xya och familjen Tridactylidae. Inga underarter finns listade i Catalogue of Life.